# Càrrega Banzai

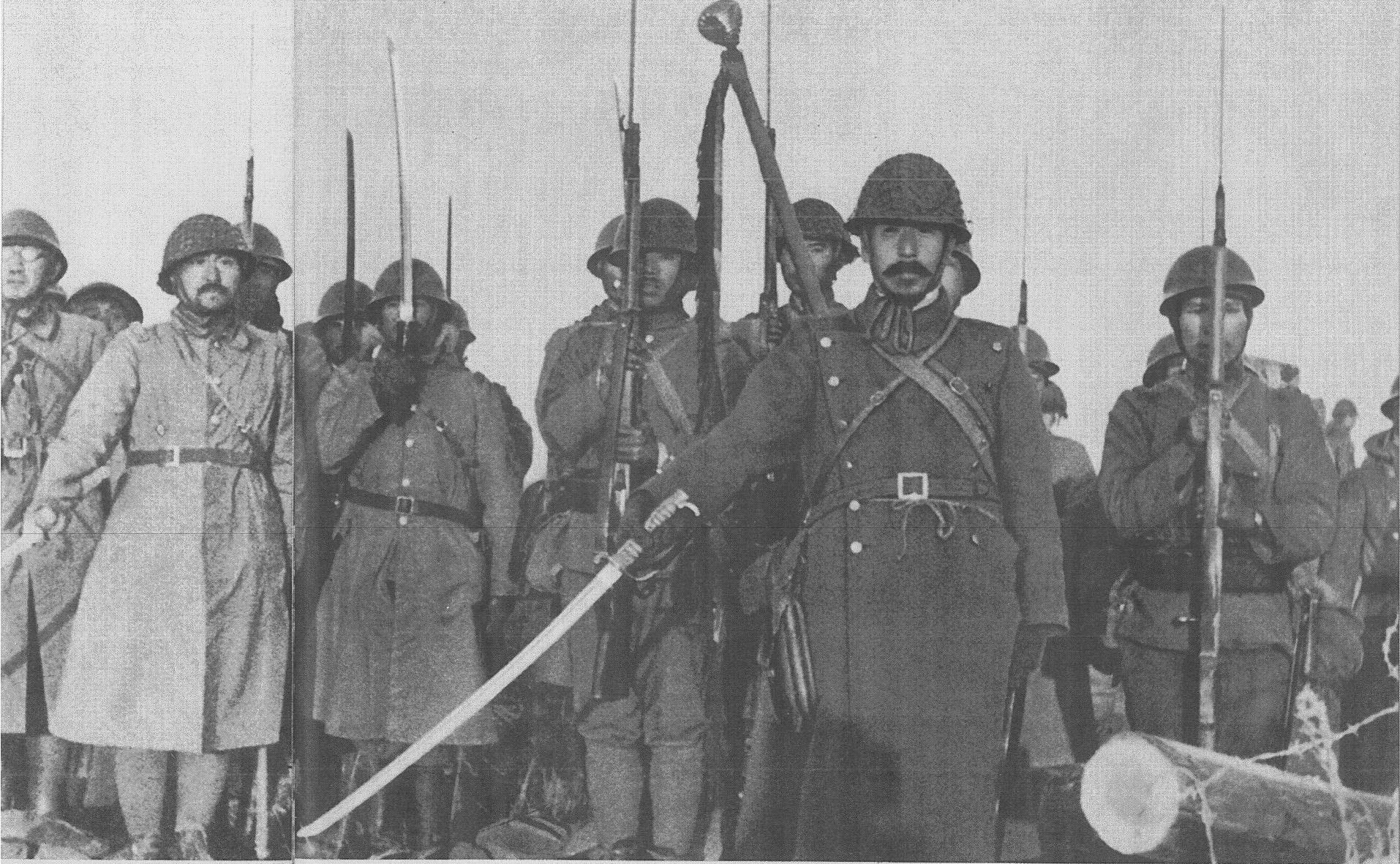
Soldats japonesos.

Càrrega Banzai és el terme utilitzat pels Aliats de la Segona Guerra Mundial per referir-se a un atac frontal massiu per les forces militars de la infanteria japonesa. La paraula Banzai es va originar en l'expressió japonesa (Tenno Heika Banzai) (en japonès: 天皇陛下万歳) (en català: Visca l'Emperador), abreujat com a Banzai, que va ser usat per l'Exèrcit imperial japonès, quan llançava un atac contra una posició enemiga, o després de conquerir un objectiu. L'expressió càrrega Banzai es refereix específicament a una tàctica usada pels soldats japonesos en la Guerra del Pacífic, durant la Segona Guerra Mundial. La càrrega Banzai va tenir poc èxit, excepte en algunes batalles, quan els soldats estatunidencs eren atacats per sorpresa, sense estar preparats. La càrrega Banzai pot ser considerada com una de les tàctiques menys eficients utilitzades en la Guerra del Pacífic. Les càrregues Banzai provocaven un nombre de baixes més gran entre els soldats japonesos que entre els marines estatunidencs. Els soldats japonesos pronunciaven la paraula Banzai després de conquerir un objectiu militar. La càrrega Banzai es va donar a conèixer durant la Segona Guerra sinojaponesa contra els xinesos, i contra els estatunidencs, en la Campanya de Guadalcanal. En el Teatre d'Operacions del Pacífic, en moltes ocasions, aquest tipus d'atacs es van fer servir principalment com l'única sortida honorable davant una imminent derrota militar.